# Liste der Monuments historiques in Seraincourt (Val-d’Oise)
Die Liste der Monuments historiques in Seraincourt (Val-d’Oise) führt die Monuments historiques in der französischen Gemeinde Seraincourt auf.

## Liste der Bauwerke
| Bezeichnung          | Beschreibung | Standort                   | Kennzeichnung | Schutzstatus | Datum | Bild           |
| -------------------- | ------------ | -------------------------- | ------------- | ------------ | ----- | -------------- |
| Menhir de Gaillonnet |              | 6, rue de Montcient (Lage) | PA95000019    | Inscrit      | 2017  |                |
| Kirche St-Sulpice    |              | (Lage)                     | PA00080209    | Classé       | 1930  | weitere Bilder |

## Liste der Objekte

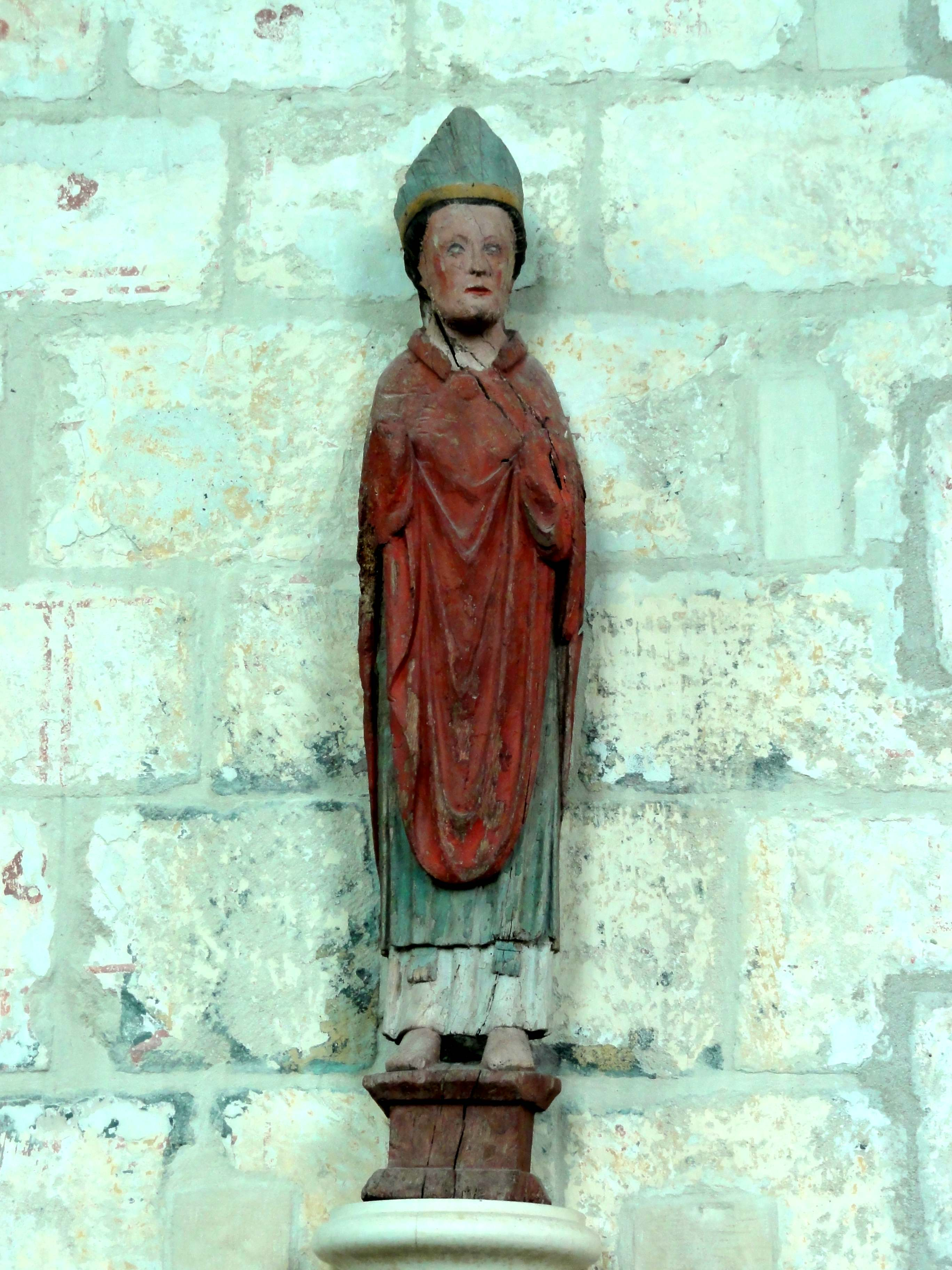
Holzskulptur des heiligen Sulpicius in der Kirche St-Sulpice (12./13. Jahrhundert)

- Monuments historiques (Objekte) in Seraincourt (Val-d’Oise) in der Base Palissy des französischen Kultusministeriums